# Ли Юй (драматург)
Ли Юй (кит. 李漁; 1610? — 1680?) — китайский прозаик-романист, драматург, эссеист, теоретик театра. Автор романов, сборников повестей и пьес. Внёс большой вклад в театральное искусство. Издал и прокомментировал «Троецарствие» и другие классические эпопеи.

## Биография
Ли Юй родился в 1610 (возможно, 1611) году во времена империи Мин в уезде Жугао Южной непосредственно подчинённой Двору области. С детства воспитывался согласно принципам традиционного конфуцианского воспитания. В Жугао он прожил 20 лет, но после смерти отца семья переехала на территорию современной провинции Чжэцзян, откуда были родом его предки. Семья его была достаточно богата и, как и все представители молодого поколения интеллигенции, он готовился к сдаче экзаменов для получения поста чиновника. В двадцать пять лет он сдал первый экзамен. В тридцатилетнем возрасте пережил  маньчжурское завоевание Китая. Так как в эти десятилетия никаких экзаменов не проводилось, ему не удалось получить пост. Со временем он оставил попытки сделать себе имя. Он также приобрел дом среди красивой природы и по примеру поэта Тао Юаньмина стал искать смысл жизни на фоне природы. В это время маньчжуры опустошили провинцию, где раньше жила семья Ли Юя, и он был вынужден продать дом в Ланьси и оказался без средств к существованию. Но писателю помогли друзья, которые заняли высокие посты в государстве.
С 1648 года он живет в Ханчжоу, на озере Сиху. Именно здесь он начал заниматься литературной деятельностью. Через десять лет писатель покидает Ханчжоу и поселяется в Нанкине, где живет до 1678 года и знакомится со многими знаменитостями той поры.
В Нанкине он продолжает писательскую и исследовательскую деятельность в области истории, а также искусства. Также он открывает магазин, где занимается продажей книг и издательством книг, изготовлением печатей. Особенно его привлекают книги по художественному искусству и так называемая «демократическая литература».
Со временем он начал заниматься театральным искусством, организовав собственный театр. Театр стал успешным и Ли Юй стал зарабатывать достаточно много денег.
Во второй половине 1670-х, он снова возвращается в Ханчжоу, где скончался в 1680 (возможно, 1679) году.

## Творчество
Главные произведения Ли Юя это «Слово Одного» — сборник эссе с рассуждениями об искусстве и театре;  «Случайное пристанище для праздных дум» с рассуждениями о жизни, где есть много биографических сведений о писателе.
«Случайное пристанище для праздных дум» это фактически философское сочинение, в котором автор рассуждает о бытии и отношении человека к жизни. Ли Юй считает, что жизнь должна быть полна радости и она неповторима и яркая с её красками и звуками. Человек должен жить в гармонии с природой и должен избавиться от рутинности. Более того, он даже дает практические советы, как нужно одеваться, что делать, чтобы радоваться жизни, как нужно трудиться, и, даже, что нужно есть и пить. Смерть он воспринимает, как неизбежное и советует не бояться её, так как это путь к просветлению.
За свою жизнь он написал десять пьес, таких как «Камбала», «Феникс ищет феникса», «Юй Сао Тоу», «Лянь Сян Бань» и др. Все эти пьесы повествуют о страстной любви, часто носят реалистический характер. Кроме того они носят и философский подтекст, подвергая критике такие социальные явления, как отношения хозяина и слуги, брак заключенный родителями.
Со временем его пьесы стали очень популярны не только в Китае, но и в других странах Азии, связанных с Китаем культурными традициями, включая Японию. В Китае его пьесы до сих пор ставят на сцене. Кроме написания пьес он занимался также их режиссурой и даже сам играл некоторые роли.
Кроме пьес Ли Юй писал и рассказы. Сборник «Беззвучные оперы» («Бесценная яшма», 1654) изображает повествователя, который добивается иронического эффекта, выдавая воображаемое за реальное.
Книга повестей «Двенадцать башен» (Слово ясное, мир пробуждающее) — это серия рассказов, объединённых словом «башня». Башней же, в свою очередь, называли сооружение, которое использовалось в разных целях, например, для приема гостей, или в качестве кабинета, места, где можно поразмышлять, помолиться и др. Таким образом, башня — это главный образ, на котором разворачивается сюжет. «Двенадцать башен» — одна из лучших повестей XVII века. Написанная на разговорном языке «байхуа», это образец повести так называемой «демократической литературы». Тематика повестей, которые входят в эту книгу также разнообразные, это и любовные истории, в которых молодые люди проходят испытания на пути к счастью, это также лишения в тяжкие годы, нравоописательные сюжеты,  и авантюрные линии. При этом эти повести затрагивают социальные, нравственные и философские проблемы. Автор также пытается уделять внимание морали общества, в таких сферах как, например, многожёнство, осуждая её. Сами же повести всегда имеют поучительность в конце.
Кроме того, перу Ли Юя принадлежит эротический роман «Полуночник Вэйян, или Подстилка из плоти», переведённый на русский язык Д. Н. Воскресенским. Для того, чтобы обмануть цензуру, Ли Юй издавал этот роман под разными названиями.

## Издания
- Ли Юй. Двенадцать башен. — М.: Художественная литература, 1985. — 352 с. — (75 000 экз).
- Ли Юй. Полуночник Вэйян. — М.: Художественная литература, 1995. — 560 с. — (10 000 экз.).